# Emden (Landkreis Börde)
Emden is een plaats en voormalige gemeente in de Duitse deelstaat Saksen-Anhalt, en maakt deel uit van de Landkreis Börde.

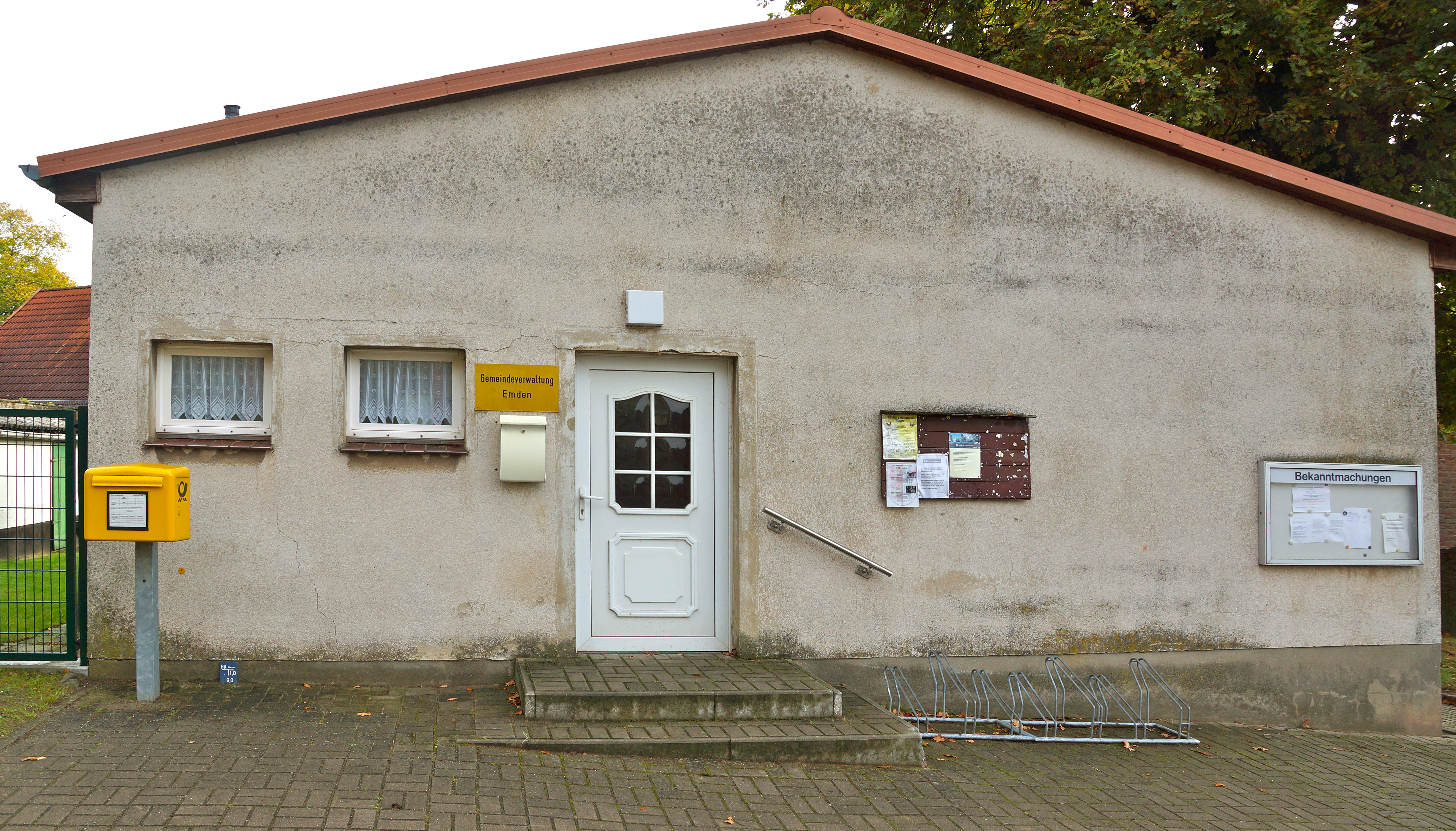
Oud gemeentehuis

Emden telt 298 inwoners.